# Сталійний час
Сталійний час — в торговому мореплаванні термін, який означає час стоянки, протягом якого перевізник надає судно для навантаження або вивантаження вантажу і тримає його під навантаженням або вивантаженням вантажу без додаткових до фрахту платежів. Тривалість сталійного часу визначається угодою сторін; при відсутності такої угоди — термінами, зазвичай прийнятими в порту навантаження /вивантаження. Сталійний час обчислюється в робочих днях, годинах і хвилинах починаючи, як правило, з наступного дня після подання повідомлення про готовність судна до завантаження /розвантаження вантажу. Облік фактично витраченого часу ведеться в таймшиті.